# 6e étape du Tour d'Italie 1998
La 6e étape du Tour d'Italie 1998 a lieu le 22 mai entre Maddaloni et Lago di Laceno. Elle est remportée par Alex Zülle.

## Récit
Première étape de montagne de ce Giro, avec une arrivée au sommet à Lago di Laceno.
Marco Pantani s'échappe dès les premiers kilomètres de l'ascension finale et part seul en tête. Deux coureurs sont partis à sa poursuite et semblent sur le point de le reprendre : Michele Bartoli, Maillot Rose et Luc Leblanc. Soudain Alex Zülle sort du peloton, rejoint et lâche en un clin d'œil les trois hommes de tête. Il remporte une superbe victoire d'étape et récupère le Maillot Rose.

## Classement de l'étape
| \| 1. \| Alex Zülle \| \| Festina \| en \| \| \| 2. \| Michele Bartoli \| \| Asics \| + \| 24 s \| \| 3. \| Luc Leblanc \| \| Polti \| \| m.t. \| |                 |  |         |    |      |
| 1. | Alex Zülle      |  | Festina | en |      |
| 2. | Michele Bartoli |  | Asics   | +  | 24 s |
| 3. | Luc Leblanc     |  | Polti   |    | m.t. |

## Classement général
| \| 1. \| Alex Zülle \| \| Festina \| en \| \| \| 2. \| Michele Bartoli \| \| Asics \| + \| 13 s \| \| 3. \| Luc Leblanc \| \| Polti \| \| 50 s \| |                 |  |         |    |      |
| 1. | Alex Zülle      |  | Festina | en |      |
| 2. | Michele Bartoli |  | Asics   | +  | 13 s |
| 3. | Luc Leblanc     |  | Polti   |    | 50 s |